# 鲍勃·埃利奥特
罗伯特·艾伦·埃利奥特（英語：Robert Alan Elliott，1955年8月18日—），美国NBA联盟前职业篮球运动员。他在1977年的NBA选秀中第2轮第20顺位被费城76人选中。